# Omar Berdiýew
Omar Ärnyýazowiç Berdiýew, né le 25 juin 1979 à l'époque en RSS du Turkménistan, aujourd'hui au Turkménistan et mort le 6 janvier 2023, est un footballeur international turkmène qui évoluait au poste de défenseur.

## Biographie

### Carrière en club
Omar Berdiýew joue au Turkménistan, au Kazakhstan, en Ukraine, en Ouzbékistan, et en Azerbaïdjan.

### Carrière en sélection
Omar Berdiýew reçoit 37 sélections en équipe du Turkménistan entre 2000 et 2010, inscrivant un but.
Il participe avec cette équipe la Coupe d'Asie des nations 2004 organisée en Chine. Lors de cette compétition, il joue trois matchs : contre l'Arabie saoudite, l'Irak, et l'Ouzbékistan.
Il dispute également les éliminatoires du mondial 2002, les éliminatoires du mondial 2006, et les éliminatoires du mondial 2010. Il inscrit un but lors de ces éliminatoires.

## Palmarès
| Nisa Achgabat - Championnat du Turkménistan (2) : - Champion : 1998-99 et 2003. - Vice-champion : 1997-98 et 2002. - Coupe du Turkménistan (1) : - Vainqueur : 1998. |  | Köpetdag Achgabat - Championnat du Turkménistan (1) - Champion : 2000. - Vice-champion : 2001. - Coupe du Turkménistan (2) : - Vainqueur : 2000 et 2001. |